# Austronésios
Os povos austronésios são um grande grupo de povos em Taiwan, Brunei, Indonésia, Malásia, Filipinas, Singapura, Timor-Leste, Micronésia, costa da Nova Guiné, Melanésia, Polinésia e Madagascar que falam línguas austronésias. Eles também incluem minorias étnicas indígenas no Vietnã, Camboja, Mianmar, Tailândia, Hainan, Comores e Ilhas do Estreito de Torres. As nações e territórios predominantemente povoados por povos de língua austronésia às vezes são conhecidos coletivamente como "Austronésia".

## Cultura
A cultura nativa da Austronésia varia de região para região. Os primeiros povos austronésios consideravam o mar como a característica básica de sua vida.  Seguindo sua diáspora para o Sudeste Asiático e Oceania, eles migraram de barco para outras ilhas. Barcos de diferentes tamanhos e formas foram encontrados em todas as culturas austronésias, de Madagascar, no Sudeste Asiático Marítimo, até a Polinésia, e têm nomes diferentes. No sudeste da Ásia, a caça de cabeças era restrita às terras altas como resultado da guerra. A mumificação só é encontrada entre os filipinos austronésios das terras altas e em alguns grupos indonésios em Celebes e Bornéu.[carece de fontes?]

### Navios e navegação
As tecnologias de catamarã marítimo e navio estabilizador foram as inovações mais importantes dos povos austronésios. Eles foram os primeiros humanos com embarcações capazes de cruzar grandes distâncias de água, o que lhes permitiu colonizar o Indo-Pacífico em tempos pré-históricos. Grupos austronésios continuam a ser os principais usuários das canoas estabilizadoras hoje.[carece de fontes?]

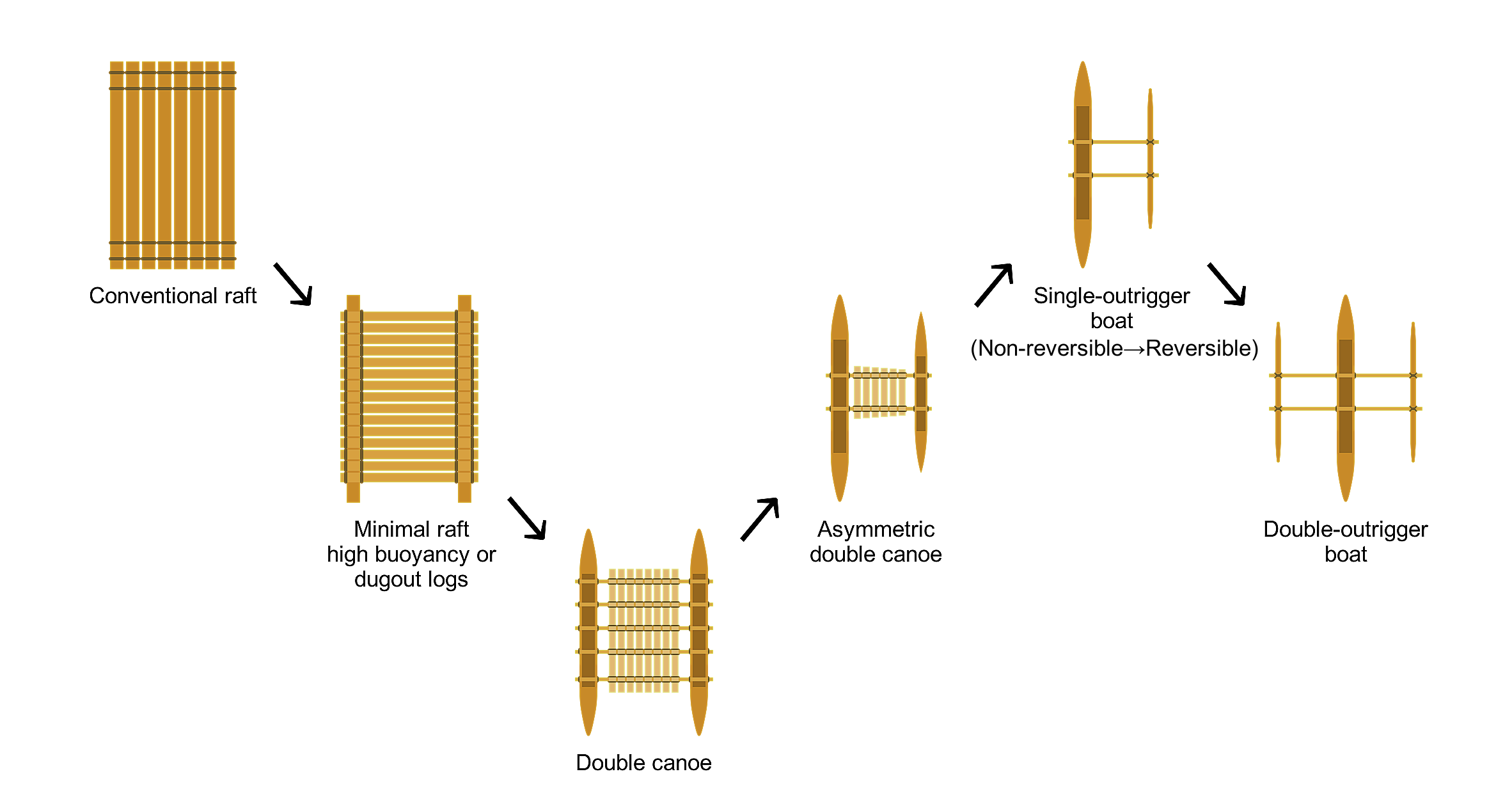
Sucessão de formas no desenvolvimento do barco austronésio

Os primeiros pesquisadores como Heine-Geldern (1932) e Hornell (1943) acreditavam que os catamarãs evoluíram de canoas estabilizadoras, mas autores modernos especializados em culturas austronésias como Doran (1981) e Mahdi (1988) agora acreditam que seja o oposto.
Duas canoas unidas desenvolvidas diretamente a partir de tecnologias simples de jangada de dois troncos amarrados. Com o tempo, a forma da canoa de casco duplo evoluiu para a canoa dupla assimétrica, onde um casco é menor que o outro. Eventualmente, o casco menor tornou-se o protótipo do estabilizador, dando lugar à canoa de estabilizador único e depois à canoa de estabilizador único reversível. Finalmente, os tipos de estabilizadores simples se desenvolveram na canoa de estabilizadores duplos (ou trimarãs ).
Isso também explicaria por que as populações austronésias mais antigas nas ilhas do sudeste da Ásia tendem a favorecer canoas de estabilizador duplo, pois mantém os barcos estáveis ao virar. Mas eles ainda têm pequenas regiões onde ainda são usados catamarãs e canoas de estabilizador único. Em contraste, populações descendentes periféricas mais distantes na Micronésia, Polinésia, Madagascar e Comores mantiveram os tipos de canoa de casco duplo e canoa de estabilizador único, mas a tecnologia para estabilizadores duplos nunca os alcançou (embora exista no oeste da Melanésia). Para lidar com o problema da instabilidade do barco quando o estabilizador está voltado para sotavento ao virar, eles desenvolveram a técnica de manobra na navegação, em conjunto com estabilizadores simples reversíveis.

### Arquitetura
A arquitetura austronésia é muito diversificada, mas compartilha certas características que indicam uma origem comum.
A característica comum mais onipresente das estruturas austronésias é o piso elevado. As estruturas são erguidas sobre estacas, geralmente com espaço embaixo também utilizado para depósitos ou animais domésticos. O design elevado teve múltiplas vantagens, eles atenuam os danos durante as inundações e (em exemplos muito altos) podem atuar como estruturas defensivas durante os conflitos. Os postes das casas também são cobertos com discos de diâmetro maior no topo, para evitar que vermes e pragas entrem nas estruturas subindo por elas. As casas austronésias e outras estruturas geralmente são construídas em zonas úmidas e ao longo de corpos d'água, mas também podem ser construídas nas terras altas ou mesmo diretamente em águas rasas.
Acredita-se que a construção de estruturas sobre estacas seja derivada do projeto de celeiros e armazéns elevados, que são símbolos de status altamente importantes entre os austronésios ancestrais cultivadores de arroz. O santuário do celeiro de arroz também era o edifício religioso arquetípico entre as culturas austronésias e era usado para armazenar esculturas de espíritos ancestrais e divindades locais.
Outra característica comum são os telhados inclinados com empenas ornamentadas. O mais notável dos quais são os telhados de sela, um projeto comum para as balays usadas para reuniões ou cerimônias de aldeia. Assemelham-se a barcos, sublinhando as fortes conexões marítimas das culturas austronésias. O motivo do barco é comum por toda parte, particularmente no leste da Indonésia. Em algumas etnias, as casas são construídas sobre plataformas que lembram catamarãs. Entre o povo Nage, uma representação tecida de um barco é adicionada à cumeeira do telhado; entre o povo Manggarai, os telhados das casas têm a forma de um barco de cabeça para baixo; enquanto entre o povo de Tanimbar e do leste das Flores, o próprio cume é esculpido na representação de um barco. Além disso, elementos das estruturas austronésias (bem como da sociedade em geral) são frequentemente referidos em terminologias usadas para barcos e navegação. Isso inclui chamar elementos de estruturas como "mastros", "velas" ou "lemes" ou chamar os líderes da aldeia de "capitães" ou "timoneiros". No caso das Filipinas, as próprias aldeias são chamadas de barangay, de uma forma alternativa de balangay, um tipo de veleiro usado para comércio e colonização.
Os edifícios austronésios têm significado espiritual, muitas vezes contendo o que é cunhado pelo antropólogo James J. Fox como um "atrator ritual". São postes, vigas, plataformas, altares, etc. específicos que dão corpo à casa como um todo, geralmente consagrados no momento da construção.
A própria casa austronésia também frequentemente simboliza vários aspectos da cosmologia e animismo austronésios indígenas. Na maioria dos casos, o sótão da casa (geralmente colocado acima da lareira) é considerado o domínio de divindades e espíritos. É essencialmente um celeiro elevado embutido na estrutura da própria casa e funcionava como um segundo andar. Geralmente é usado para armazenar objetos sagrados (como efígies de ídolos celeiros ou ancestrais falecidos), relíquias de família e outros objetos importantes. Essas áreas geralmente não fazem parte do espaço de convivência regular e podem ser acessíveis apenas a alguns membros da família ou após a realização de um ritual específico. Outras partes da casa também podem estar associadas a certas divindades e, portanto, certas atividades como receber convidados ou realizar cerimônias de casamento só podem ser realizadas em áreas específicas.
Embora o cultivo de arroz não estivesse entre as tecnologias transportadas para Oceania remota, os armazéns elevados ainda sobreviveram. O pataka do povo Māori é um exemplo. Os maiores pataka são adornados de forma elaborada com entalhes e geralmente são os edifícios mais altos dos pās (assentamentos fortificados) Maoris. Estes foram usados para armazenar implementos, armas, navios e outros objetos de valor; enquanto os patakas menores eram usados para armazenar provisões. Um tipo especial de pataka sustentado por um único poste alto também tinha importância ritual e era usado para isolar crianças da nobreza durante seu treinamento para a liderança.
A maioria das estruturas austronésias não são permanentes. Eles são feitos de materiais perecíveis como madeira, bambu, fibras vegetais e folhas. Semelhante aos barcos austronésios tradicionais, eles não usam pregos, mas são tradicionalmente construídos apenas por juntas, tecelagem, laços e cavilhas. Os elementos das estruturas são reparados e substituídos regularmente ou à medida que são danificados. Por causa disso, os registros arqueológicos de estruturas austronésias pré-históricas são geralmente limitados a vestígios de postes de casas, sem forma de determinar os planos de construção originais.
Evidências indiretas da arquitetura tradicional austronésia, no entanto, podem ser obtidas de suas representações contemporâneas na arte, como em frisos nas paredes de templos de pedra hindu-budistas posteriores (como em relevos em Borobudur e Prambanan). Mas estes são limitados aos últimos séculos. Eles também podem ser reconstruídos linguisticamente a partir de termos compartilhados para elementos arquitetônicos, como postes de cumeeira, palha, caibros, postes de casas, lareiras, escadas de toras entalhadas, estantes de armazenamento, prédios públicos e assim por diante. A evidência linguística também deixa claro que as palafitas já estavam presentes entre os grupos austronésios desde pelo menos o final do Neolítico.
Na Indonésia moderna, vários estilos são conhecidos coletivamente como Rumah adat .

Arbi et ai. (2013) também observaram as semelhanças marcantes entre a arquitetura austronésia e a arquitetura elevada tradicional japonesa (shinmei-zukuri). Particularmente os edifícios do Santuário de Ise, que contrastam com as casas típicas do período Neolítico Yayoi . Eles propõem um contato neolítico significativo entre o povo do sul do Japão e os austronésios ou pré-austronésios que ocorreram antes da disseminação da influência cultural chinesa Han para as ilhas. Acredita-se também que o cultivo de arroz tenha sido introduzido no Japão por um grupo para-austronésio da costa leste da China. Waterson (2009) também argumentou que a tradição arquitetônica das palafitas é originalmente austronésia e que tradições de construção semelhantes no Japão e na Ásia continental (notavelmente entre os grupos de língua Kra-Dai e austro-asiática) correspondem a contatos com uma rede austronésia pré-histórica.

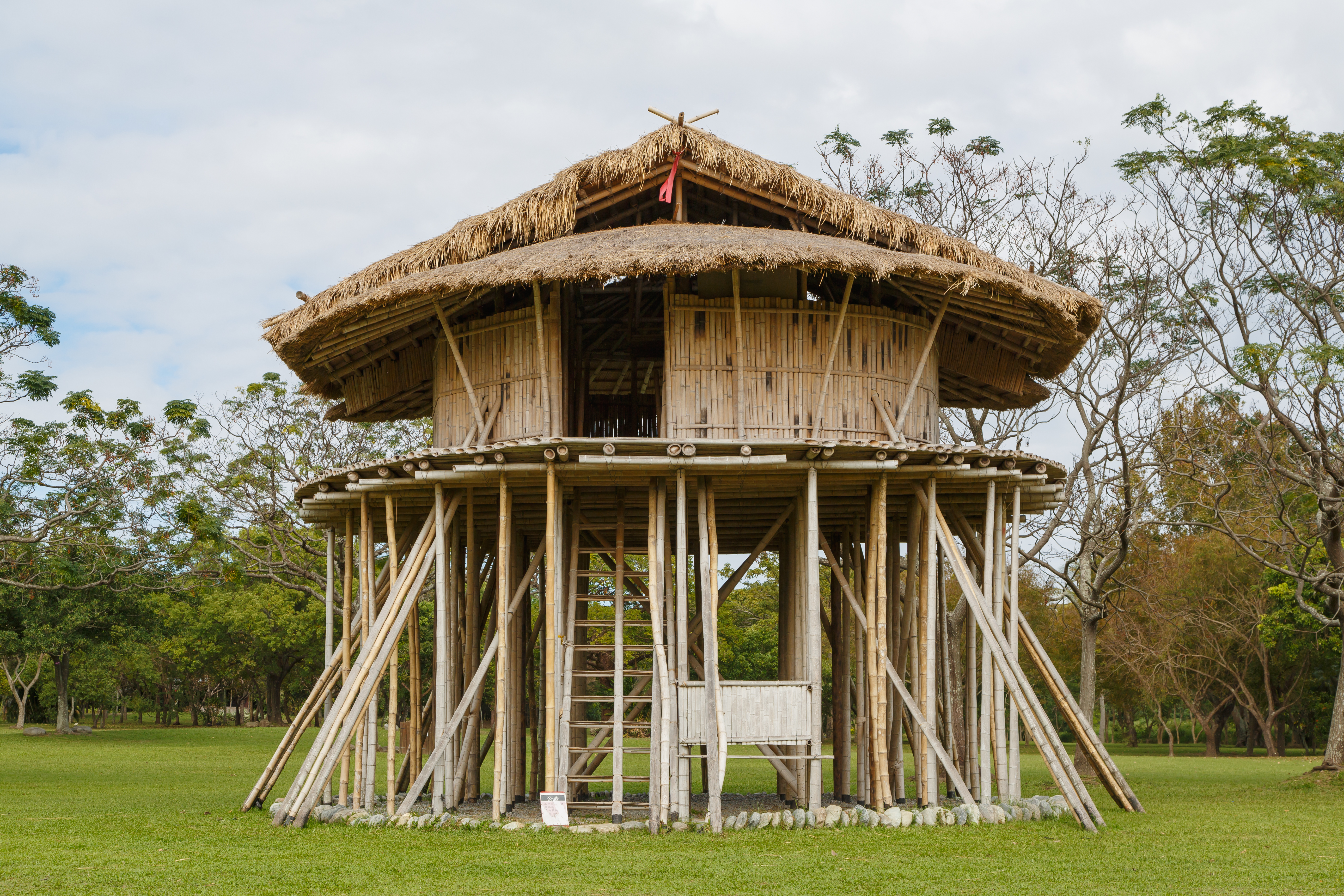
Arquitetura taiwanesa aborígine
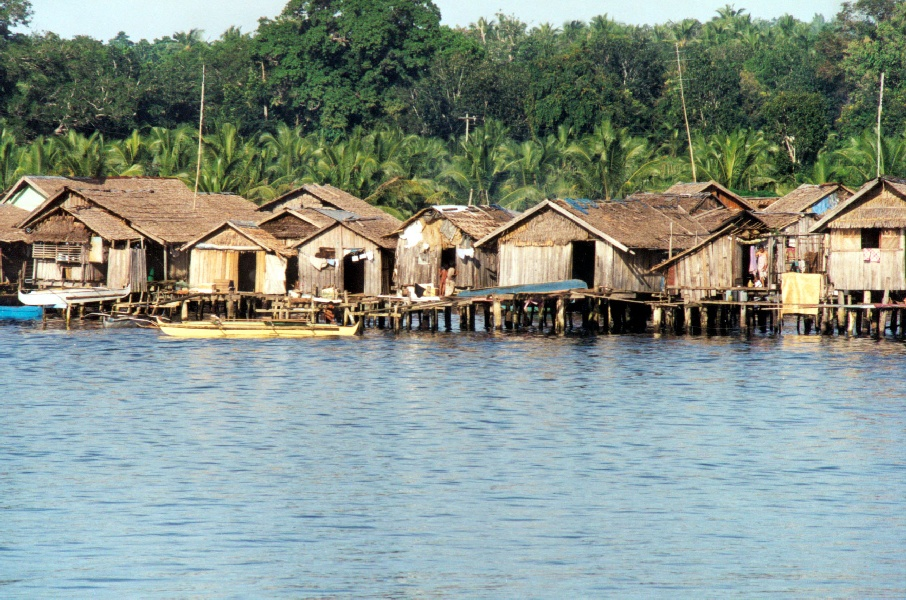
As aldeias bajaus são tipicamente construídas diretamente em águas rasas
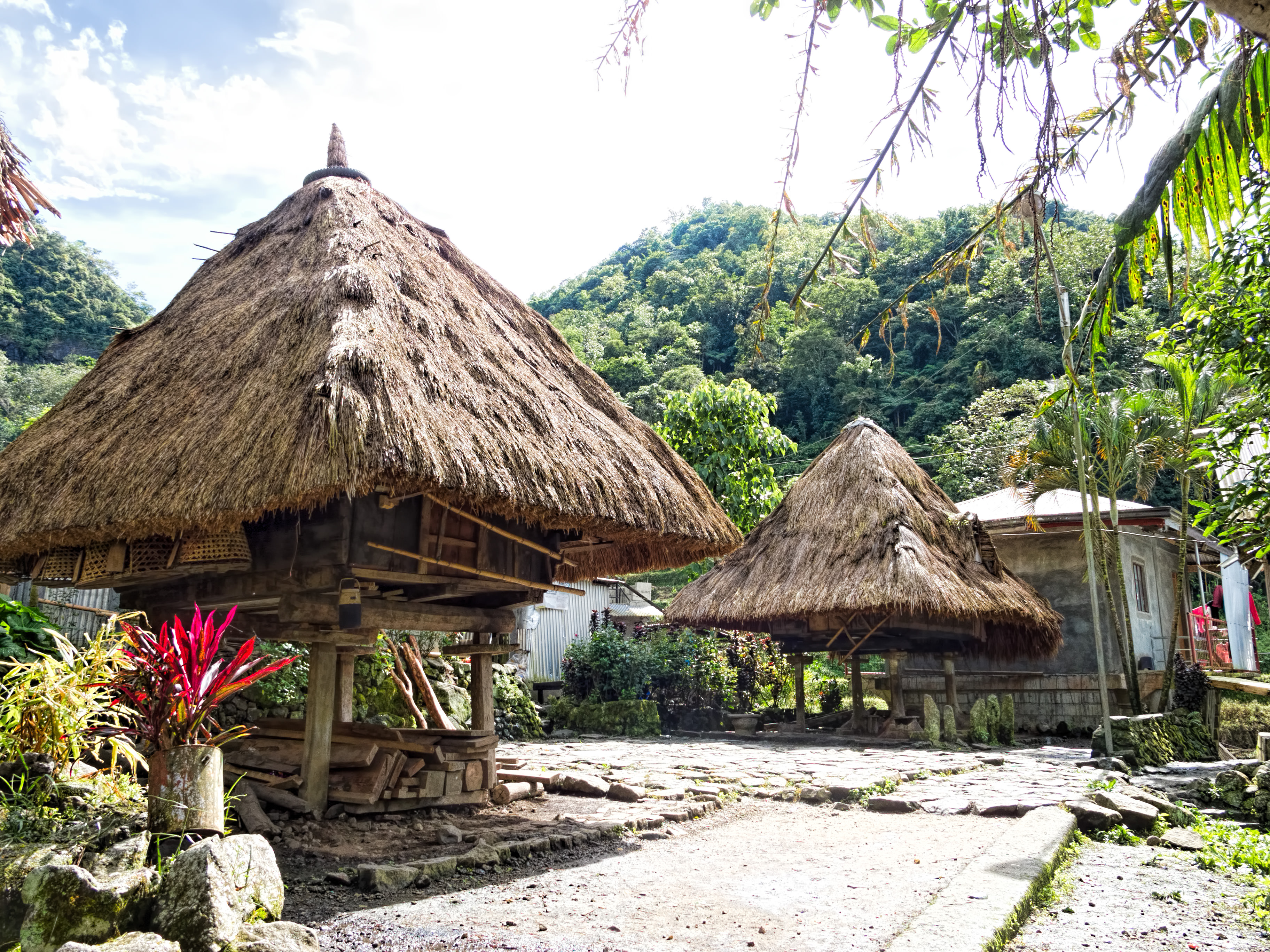
As casas de fardos elevadas do povo Ifugao com estacas cobertas
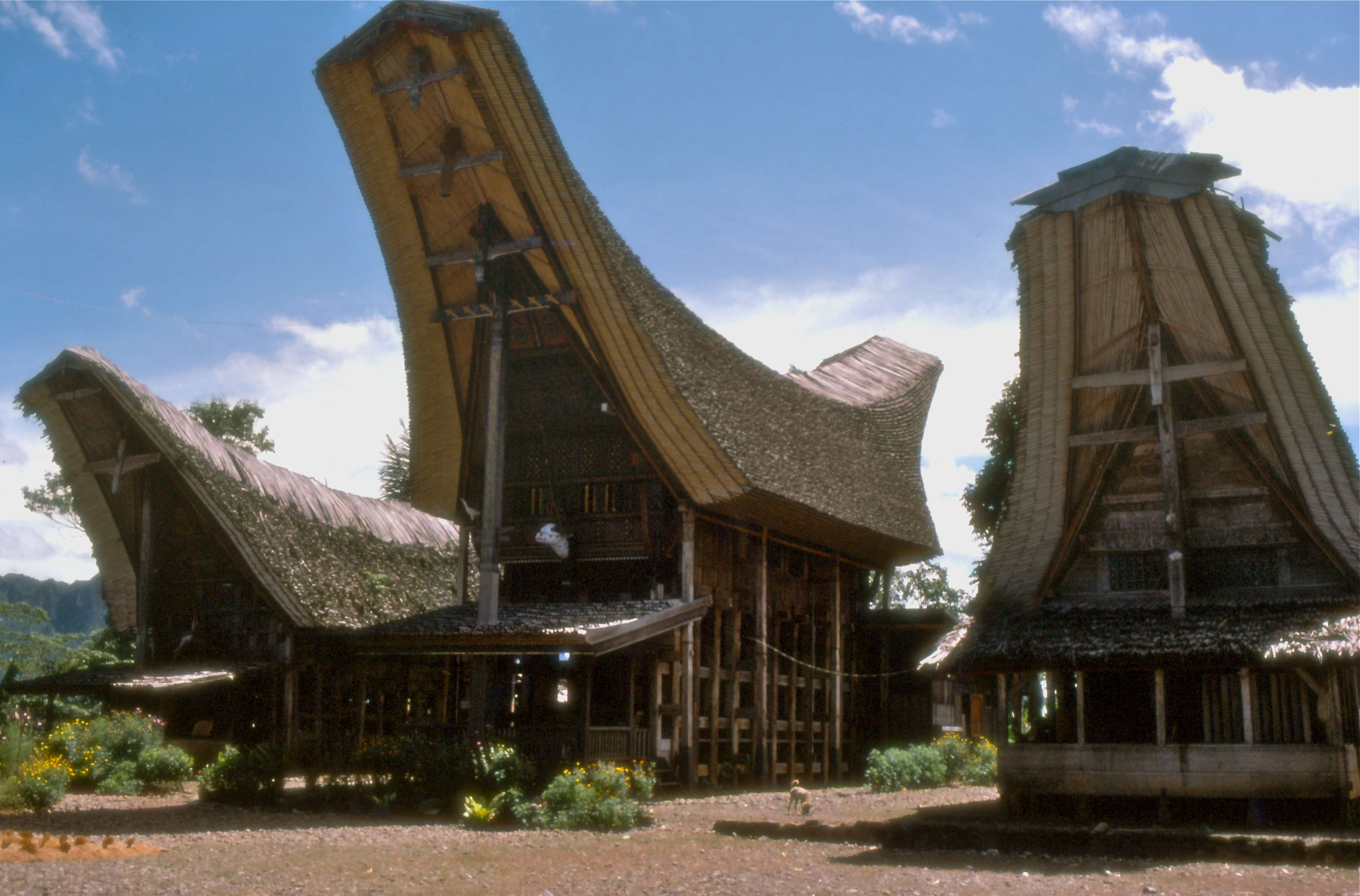
Casas Tongkonan dos Torajanos com os distintivos telhados de sela que lembram barcos
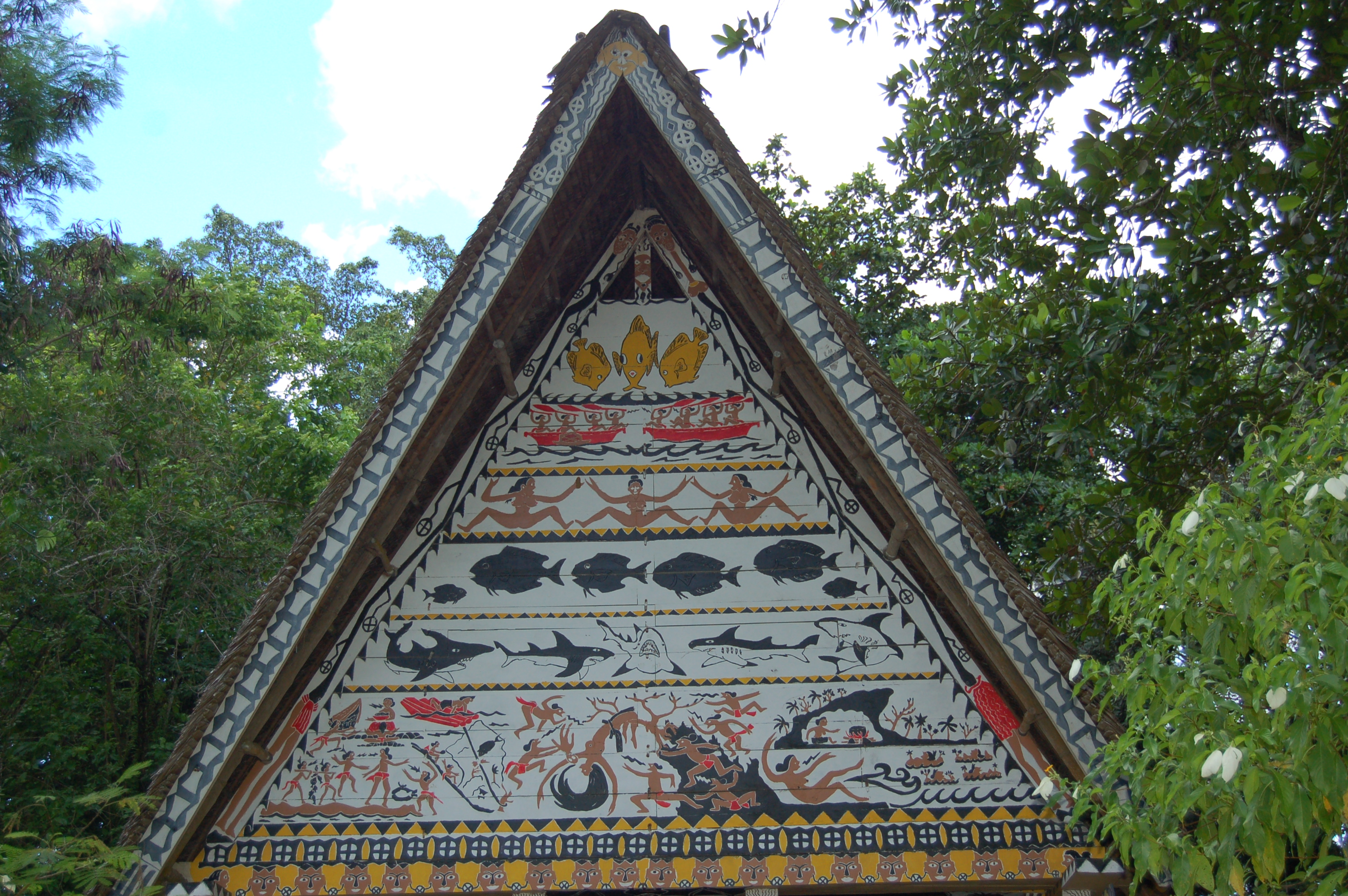
Casa de reunião Bai dos palauenses com empenas decoradas de forma colorida
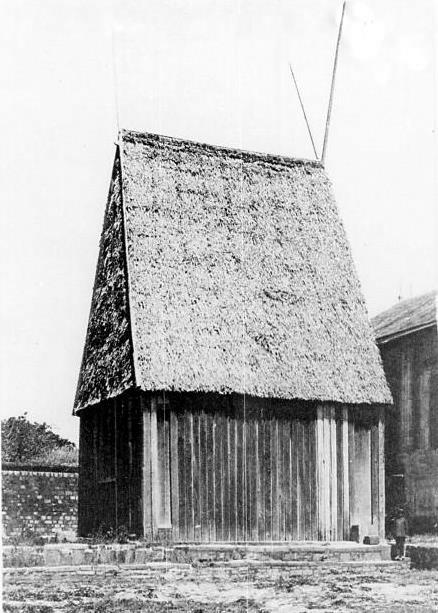
Besakana do povo Merina
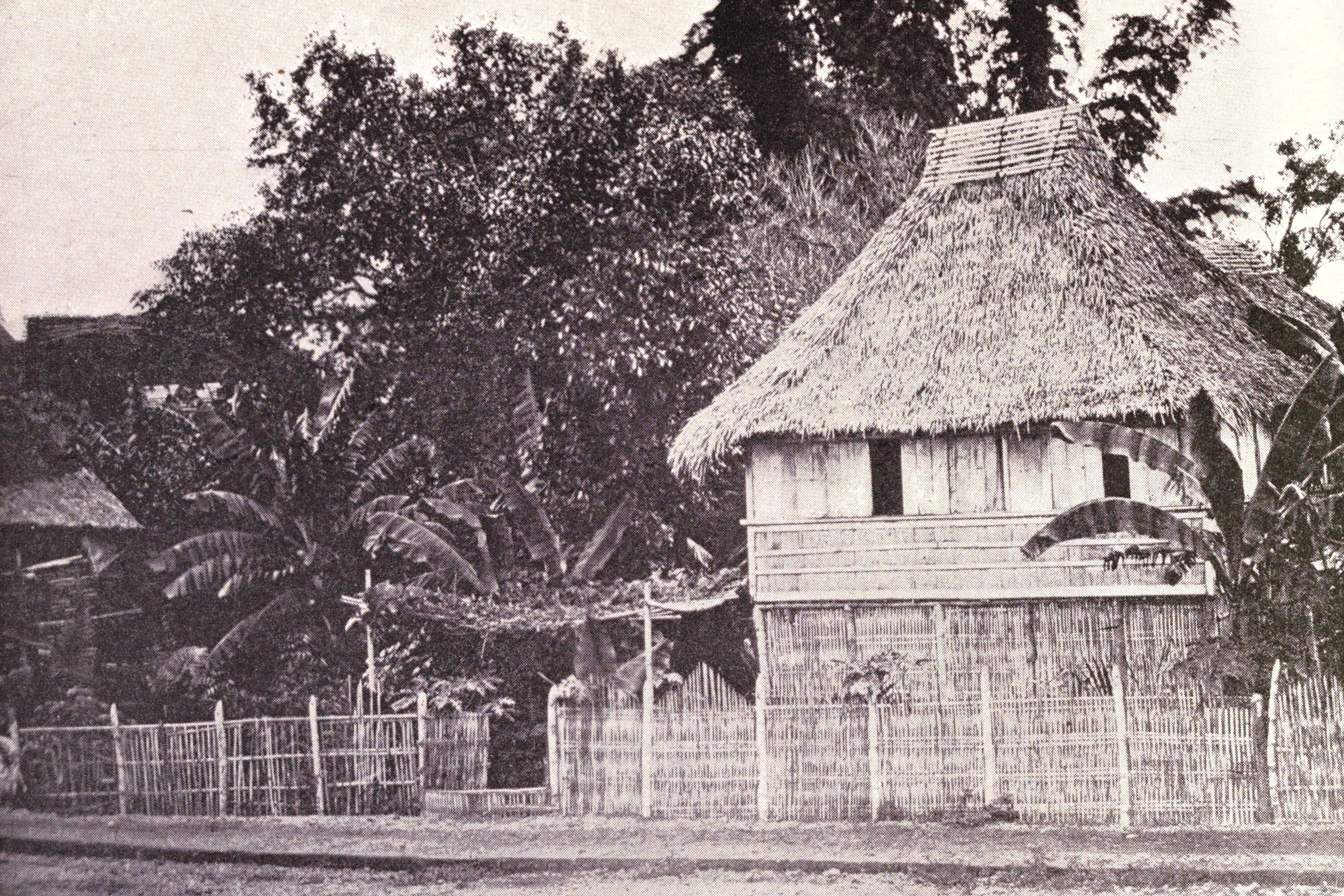
Bahay kubo dos Tagalos
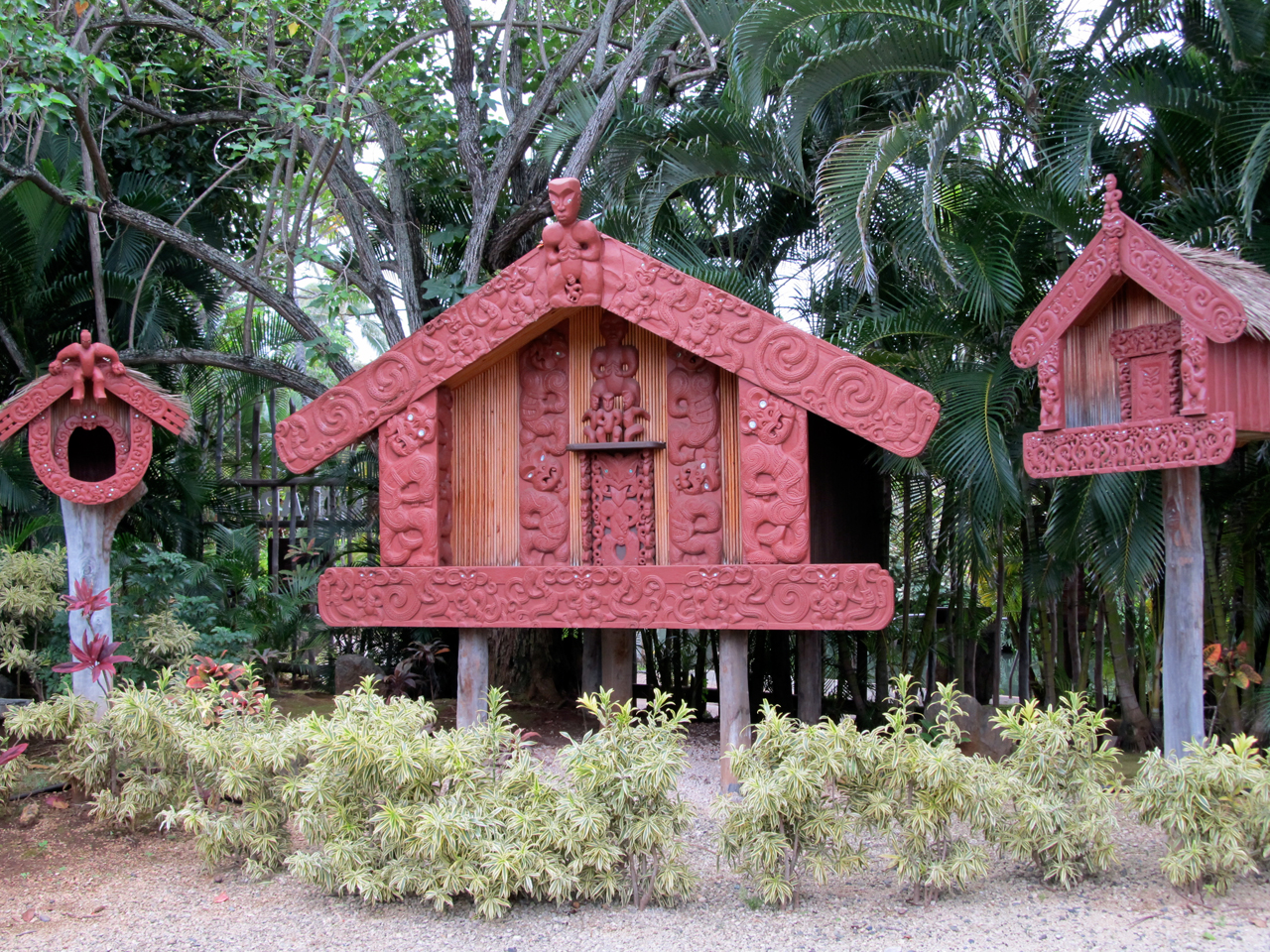
armazéns Maoris pataka
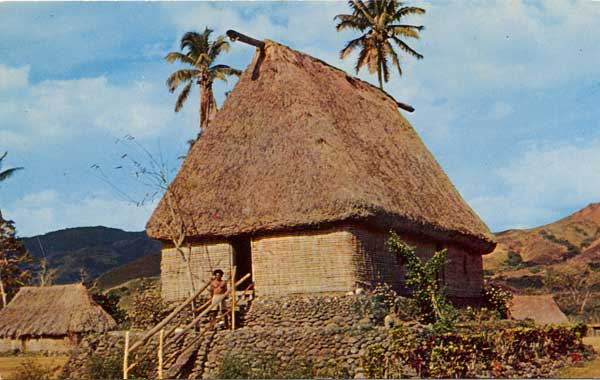
Bure dos Fijianos
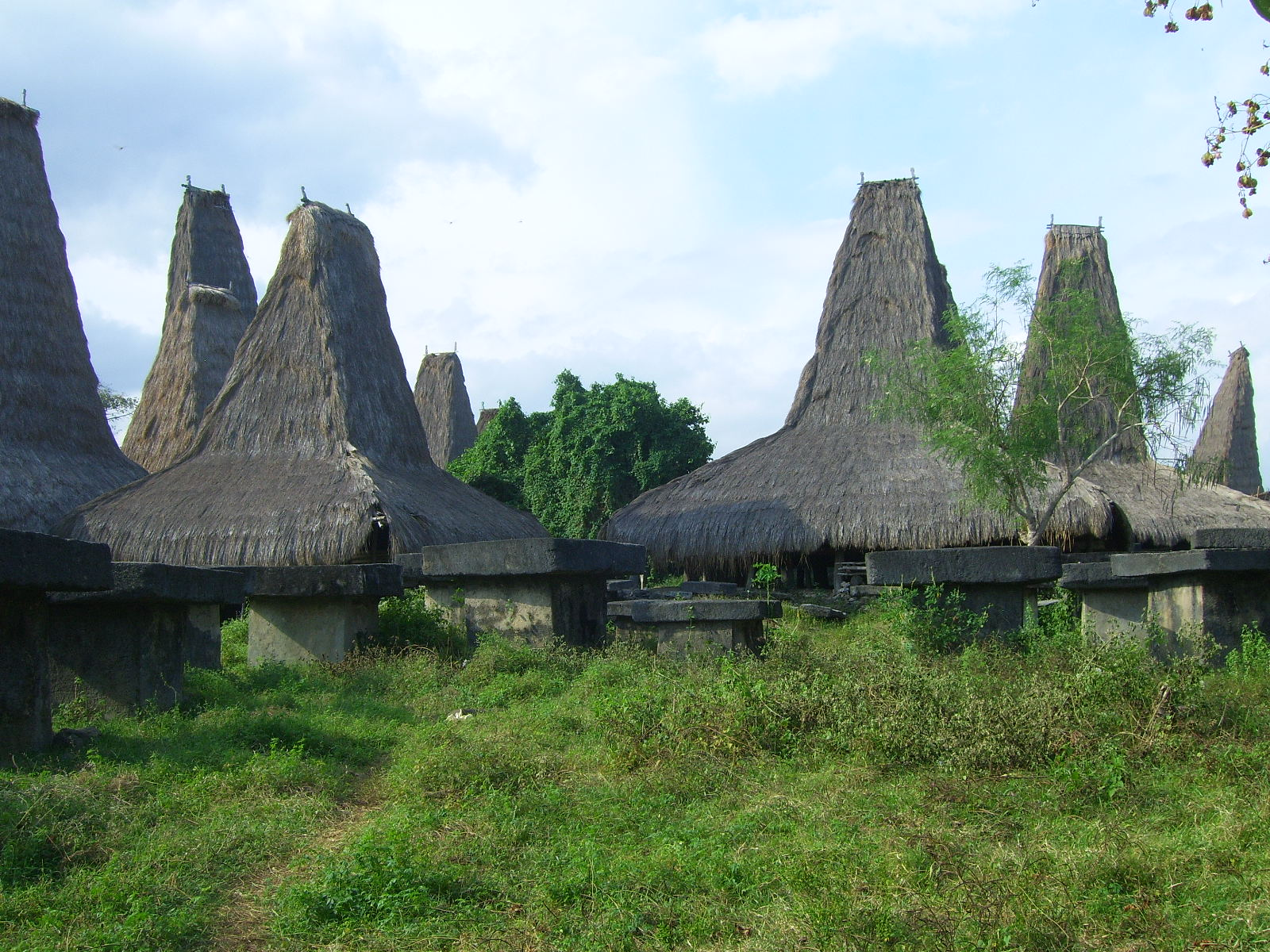
Uma mbatangu do povo Sumba
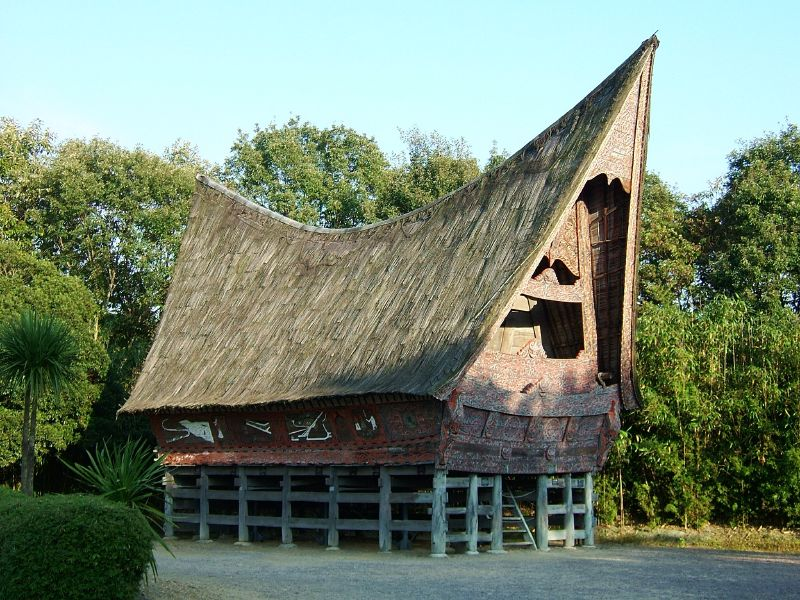
Jabu do povo Toba Batak
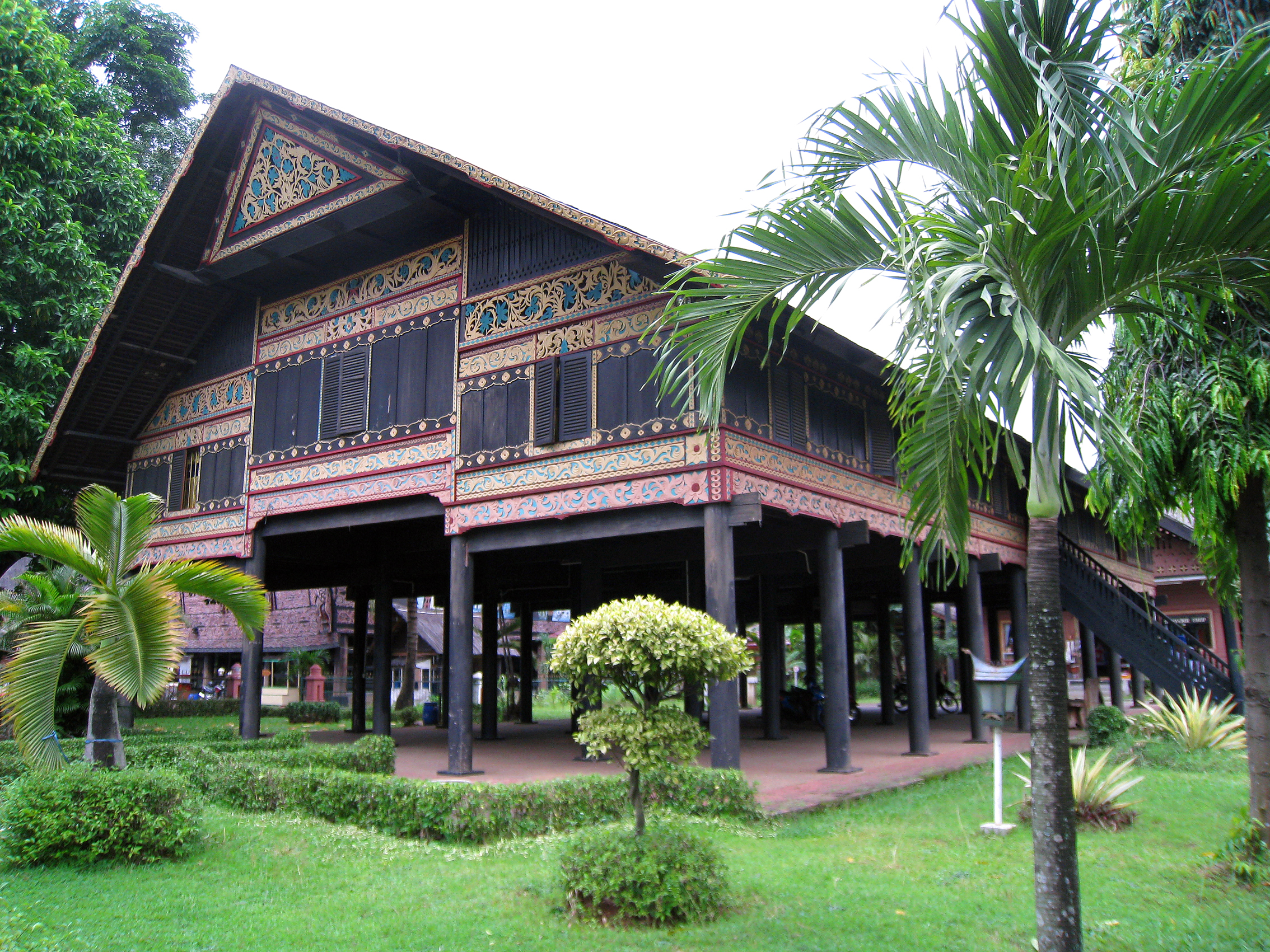
Rumoh dos Achéns
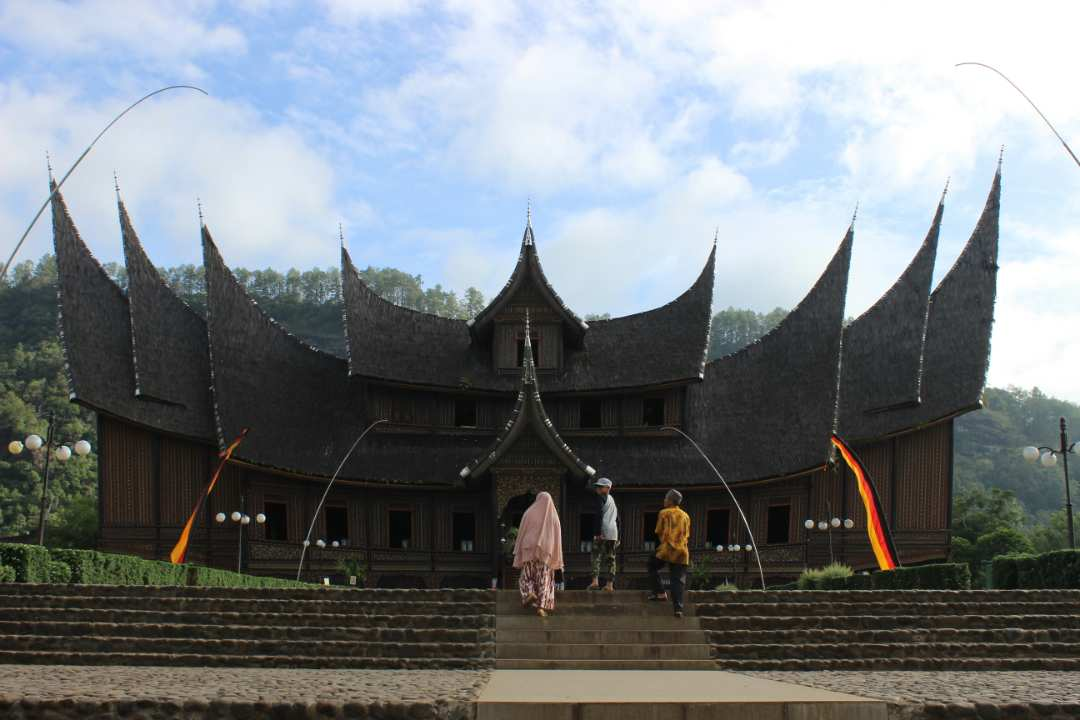
Rumah gadang dos Minangkabaus
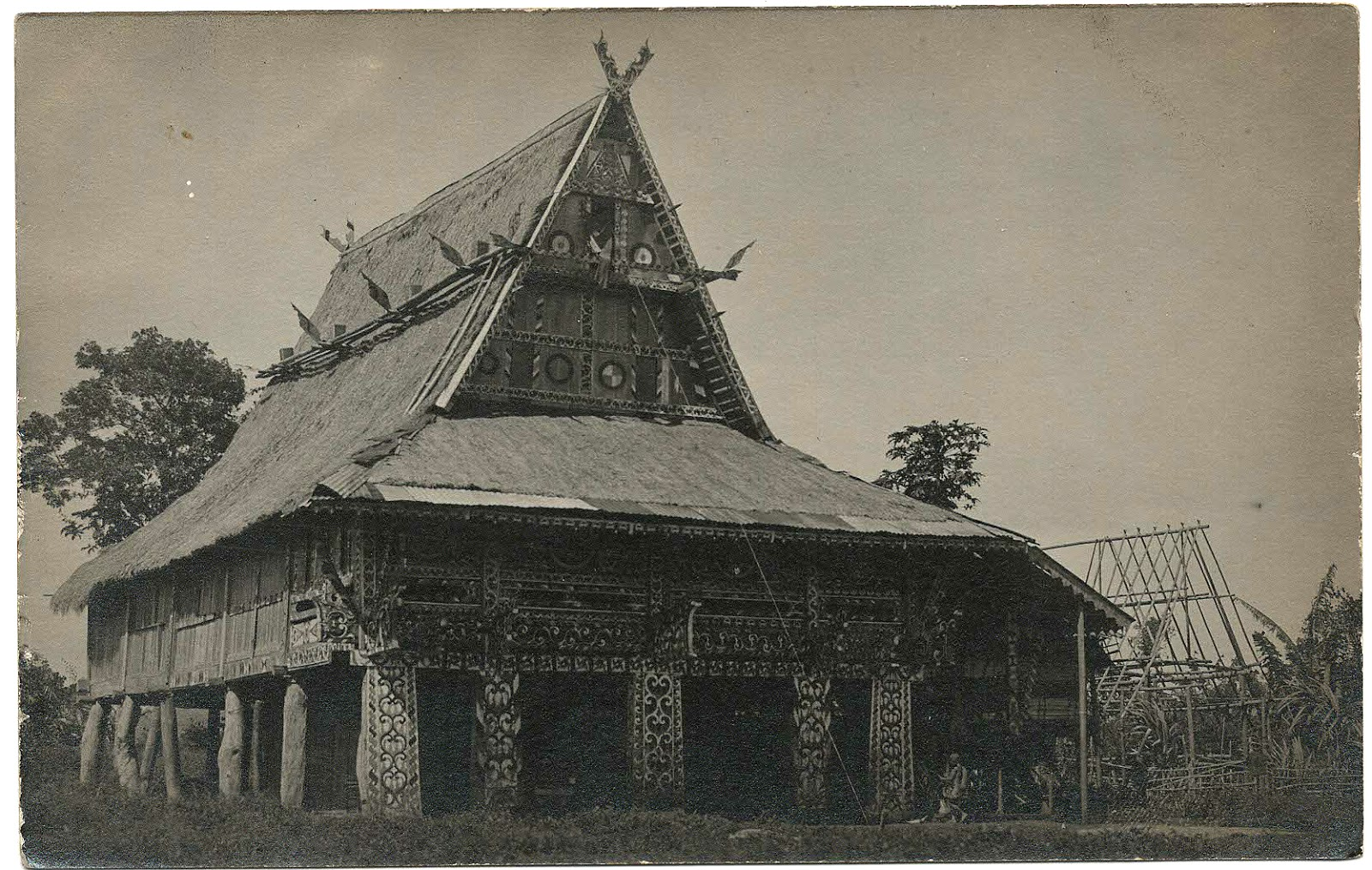
Torogan dos Maranaus com proas decorativas de barco em forma de asa (panolong)
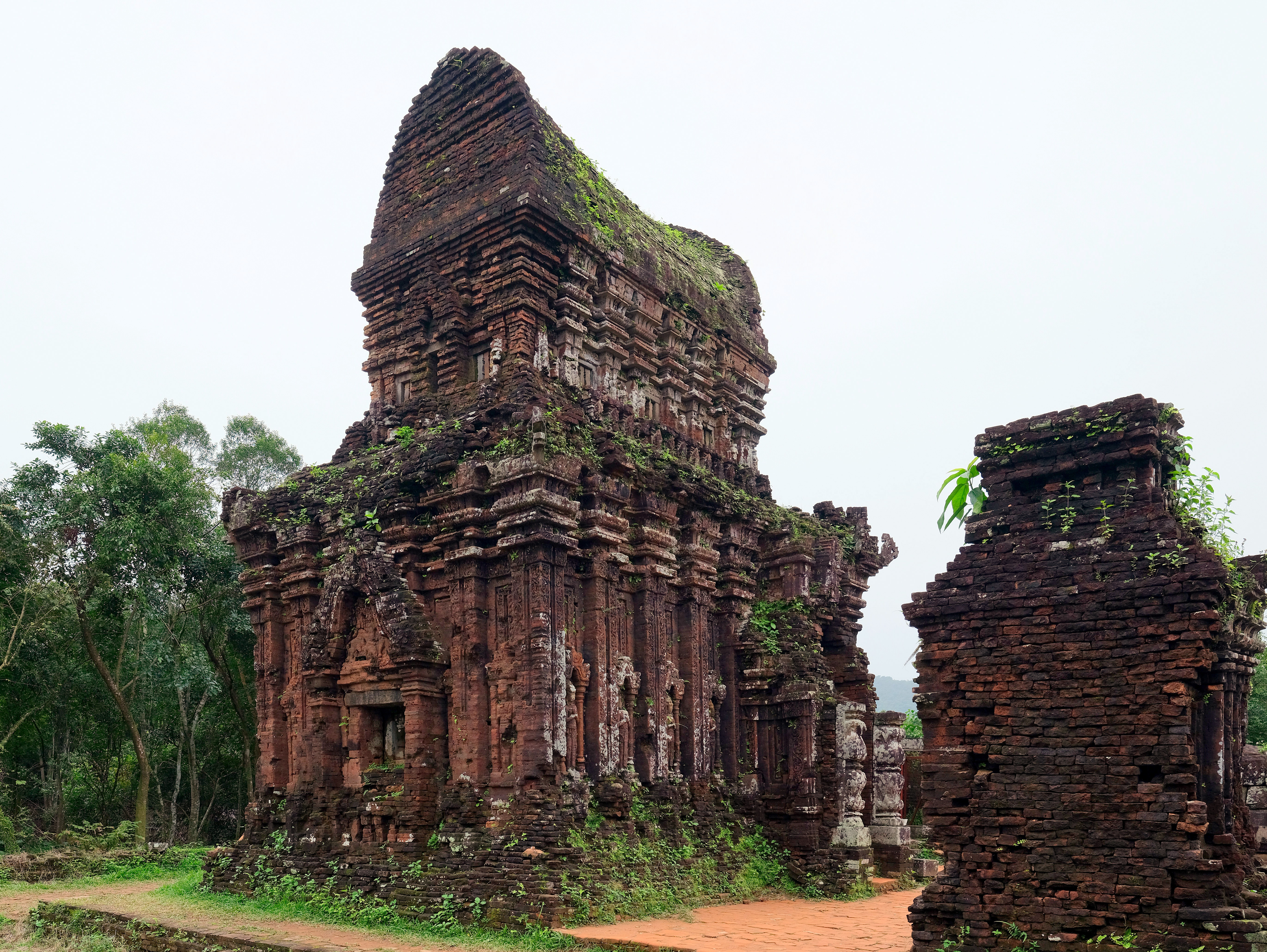
A estrutura B5, um depósito de pedra com telhados distintos em forma de barco, exemplificando a arquitetura Champa do Santuário de Mi-sön, sul do Vietnã . (c. século 10)

### Religião
As tradições religiosas do povo austronésio concentram-se principalmente em espíritos ancestrais, espíritos da natureza e deuses. É basicamente uma religião animista complexa. As mitologias variam de acordo com a cultura e a localização geográfica, mas compartilham aspectos básicos comuns, como culto aos ancestrais, animismo, xamanismo e a crença em um mundo espiritual e divindades poderosas. Há também uma grande quantidade de mitologia compartilhada e uma crença comum em Mana.

Atualmente, muitas dessas crenças foram gradativamente substituídas. Exemplos de religiões nativas incluem: Religiões folclóricas indígenas filipinas (incluindo crenças no Anito), Sunda Wiwitan, Kejawen, Kaharingan ou a religião Māori. Muitas crenças religiosas austronésias foram incorporadas a religiões estrangeiras introduzidas a eles, como o hinduísmo, o budismo, o cristianismo e o islamismo.

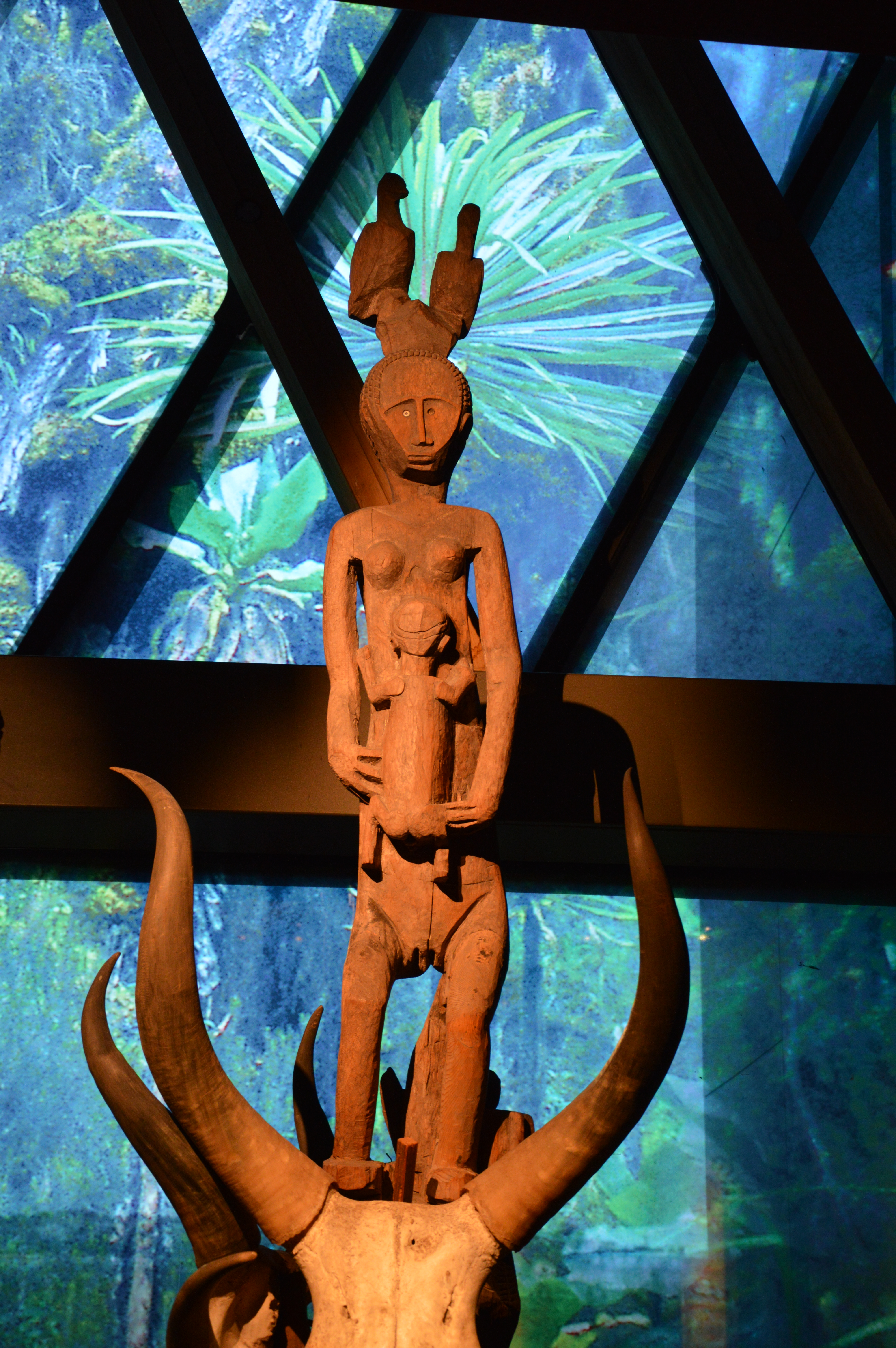
Pólo funerário Aloalo dos Sakalavas de Madagascar
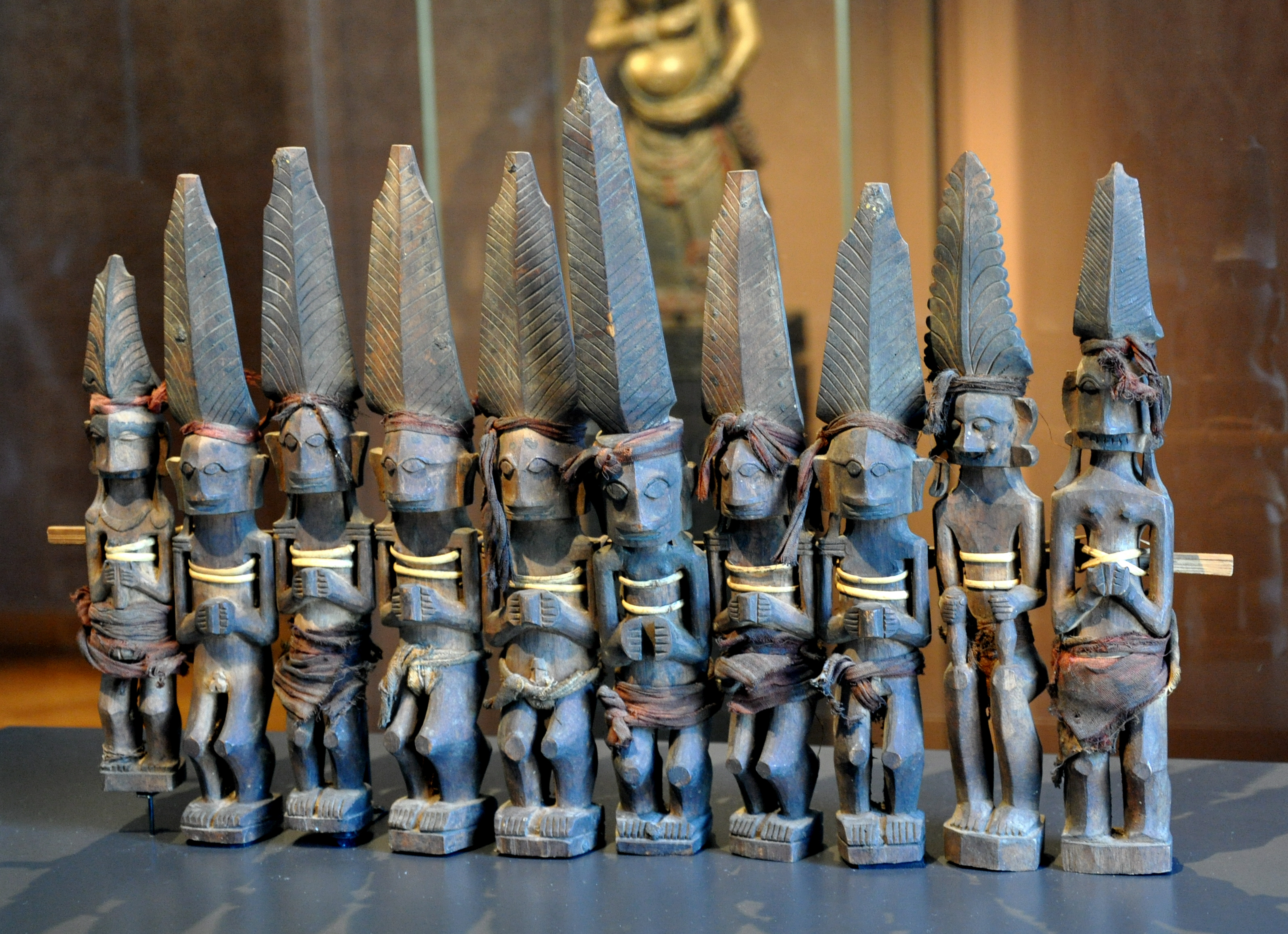
Esculturas ancestrais de Adu zatua dos Nias do oeste da Indonésia
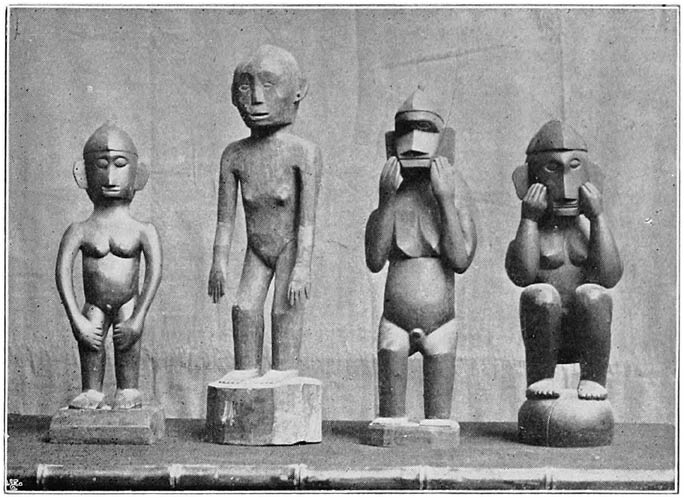
Esculturas Taotao de espíritos ancestrais anito dos Ifugaus, Filipinas
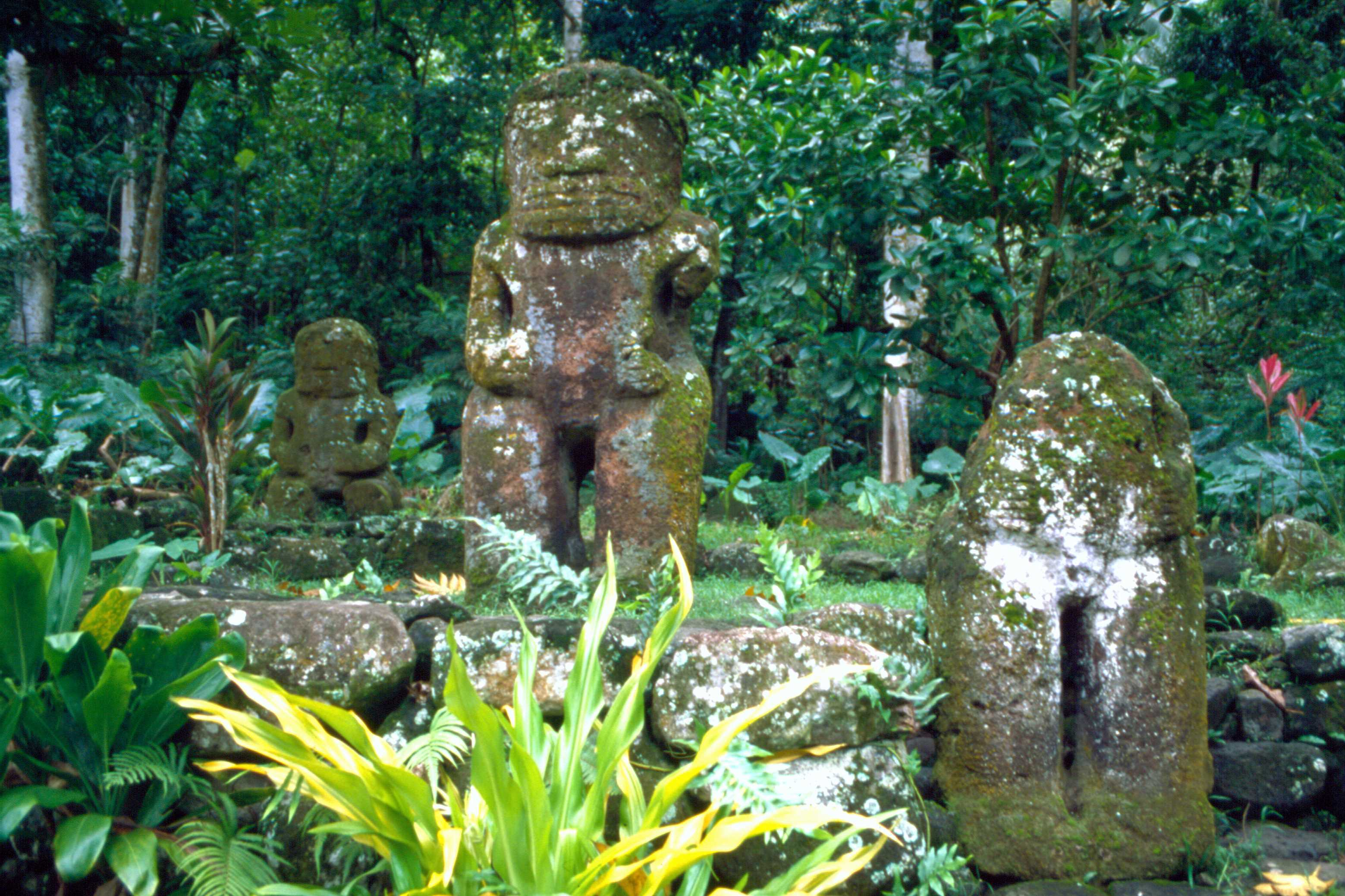
Pedra tiki de Hiva Oa, Marquesas
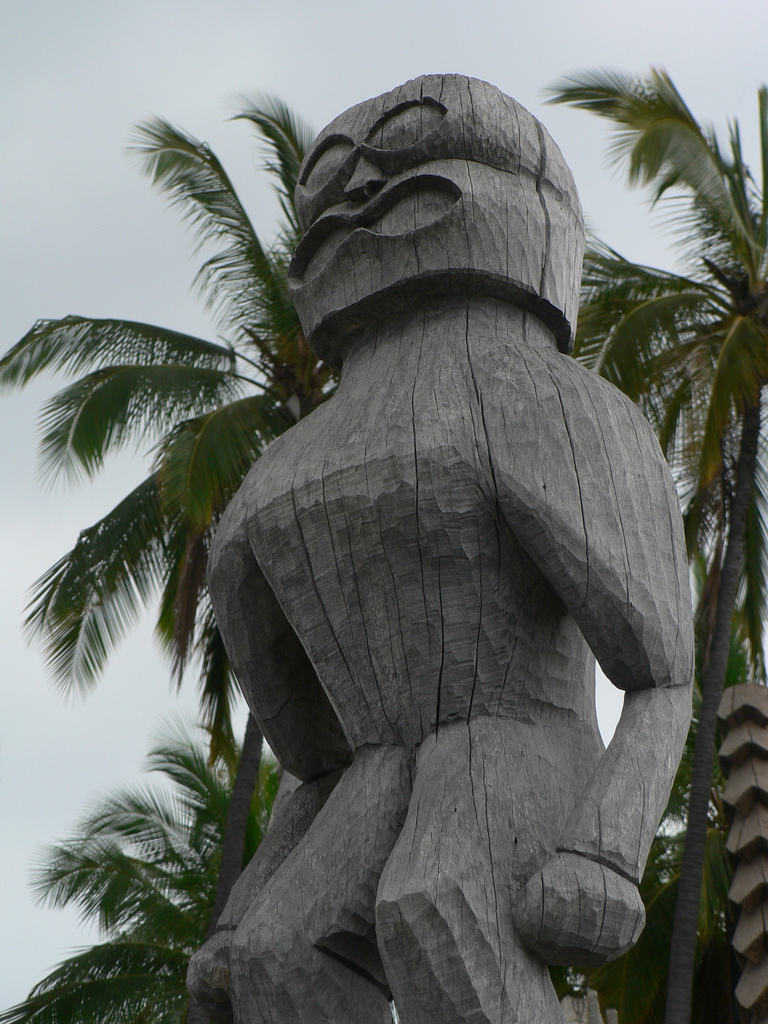
Escultura Tiki no Parque Nacional Histórico de Puʻuhonua o Hōnaunau, Havaí
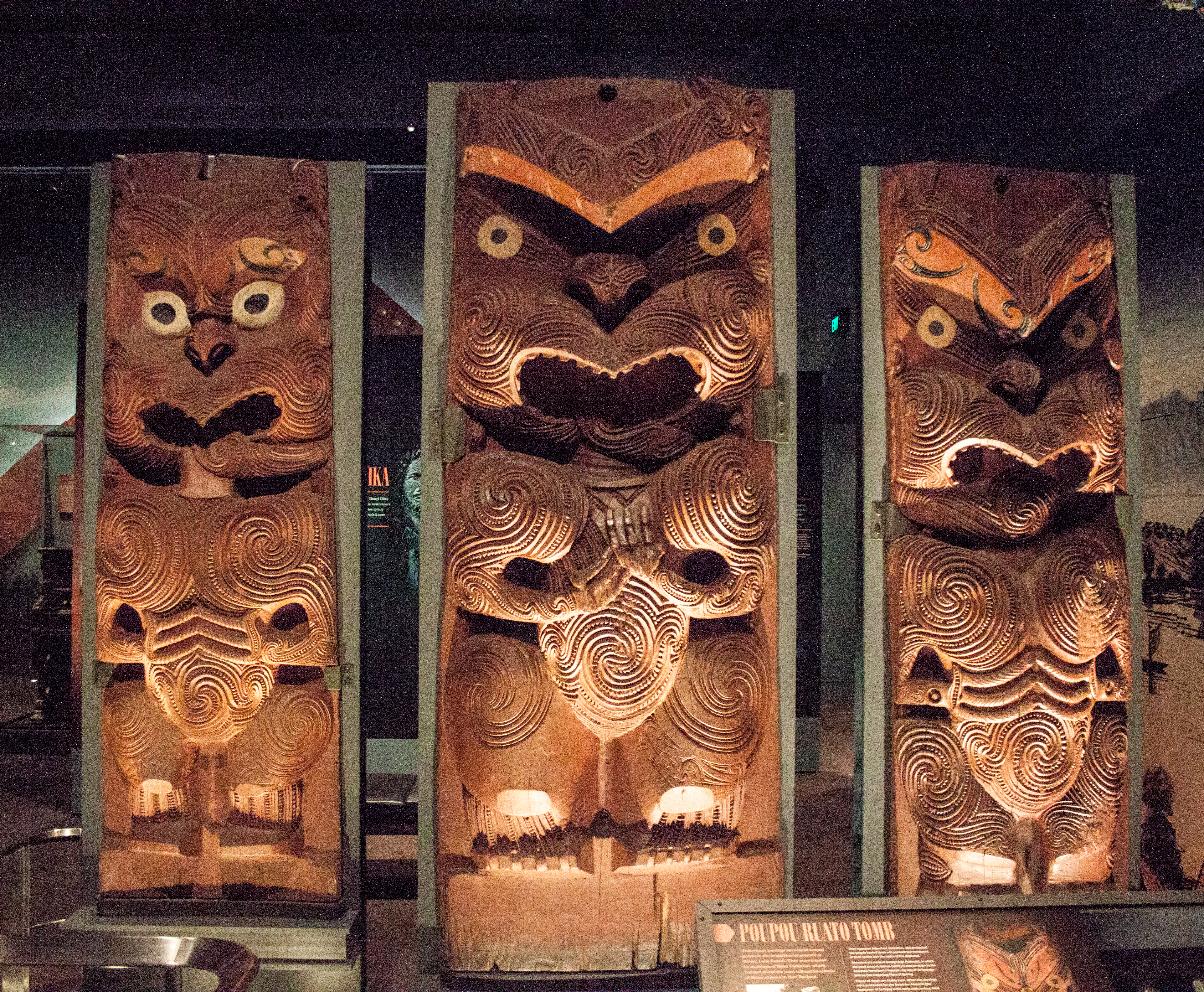
Poupou maori do túmulo Ruato de Rotorua
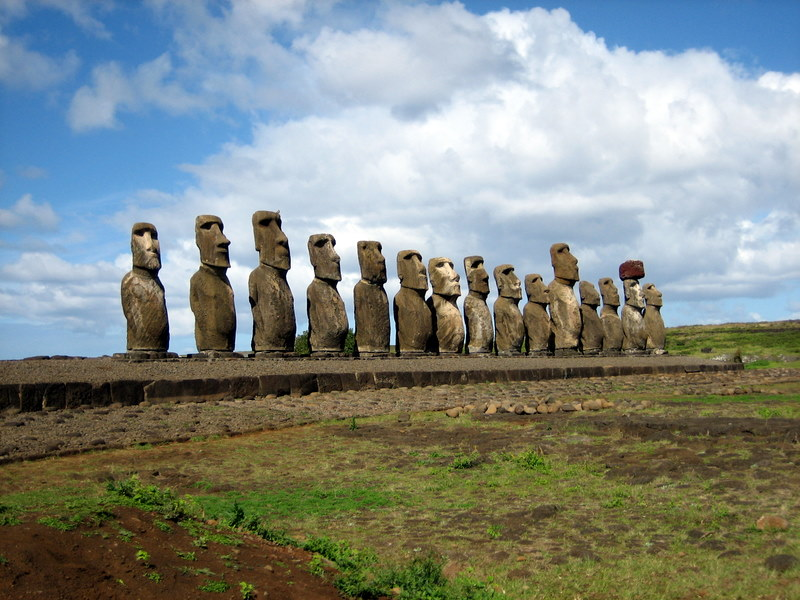
Moai em Ahu Tongariki, Rapa Nui
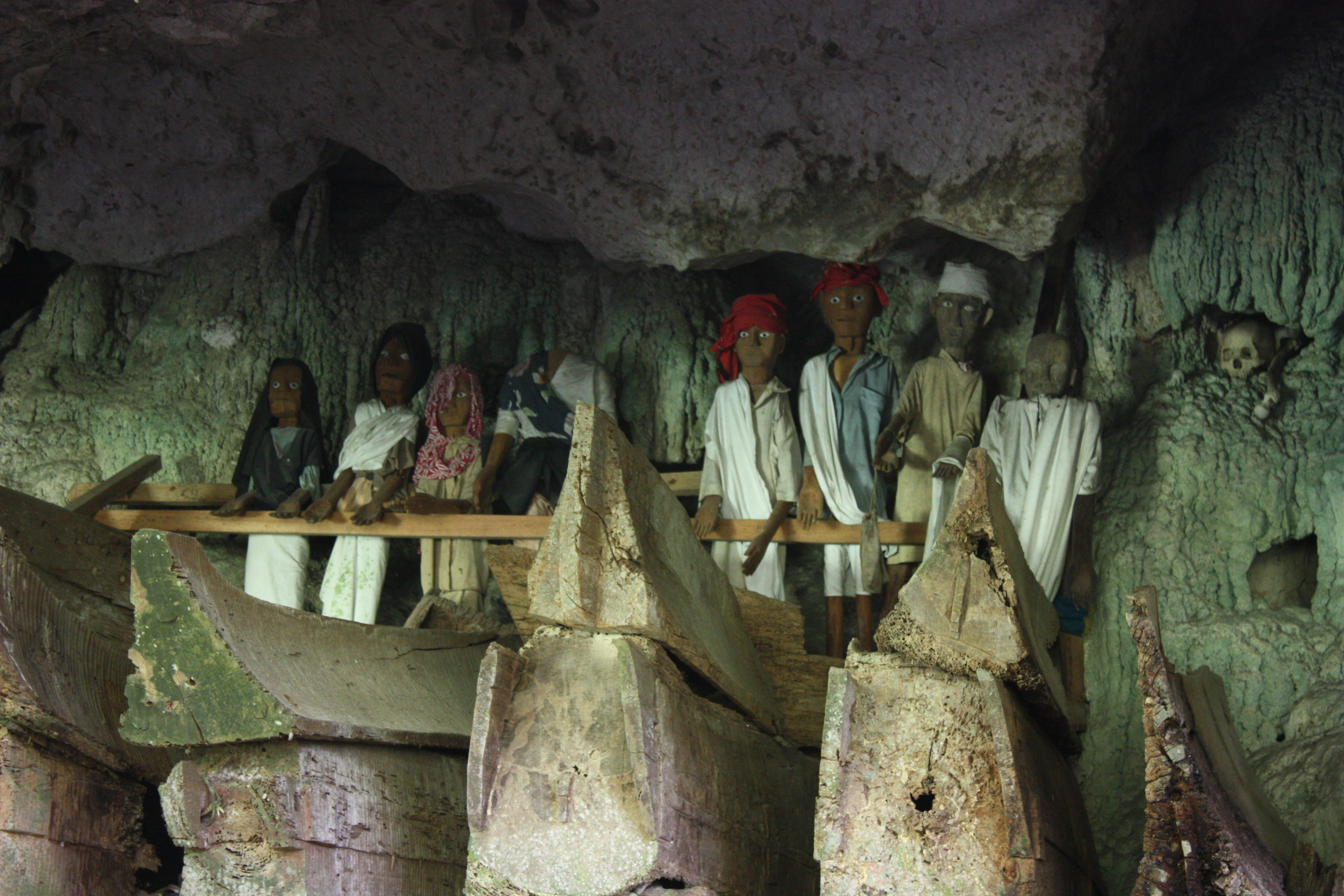
Toraja tau tau (estátua de madeira do falecido) na Celebes Meridional, Indonésia
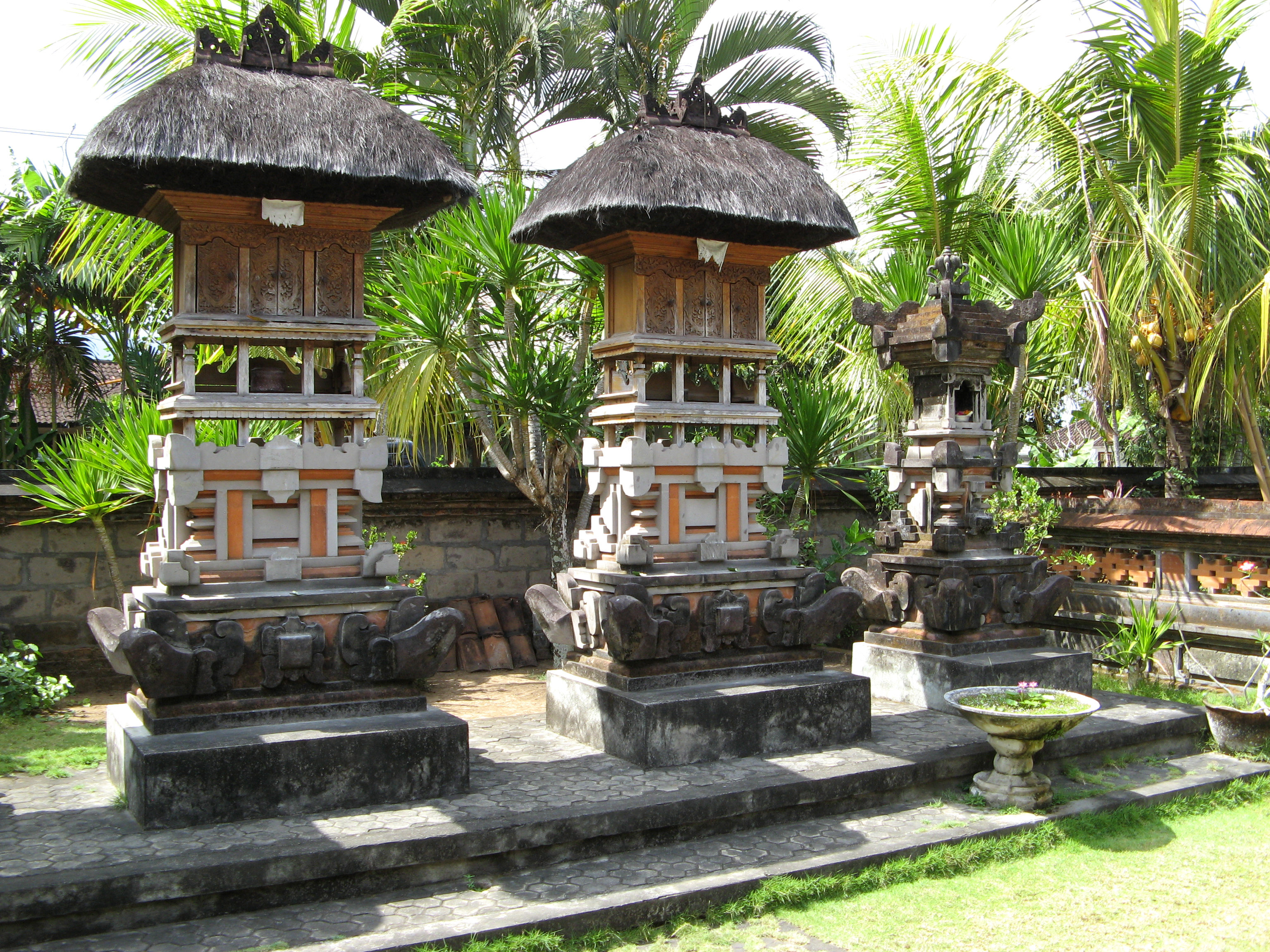
Pequenos santuários familiares balineses para homenagear seus ancestrais em Bali, Indonésia

## Origem e dispersão

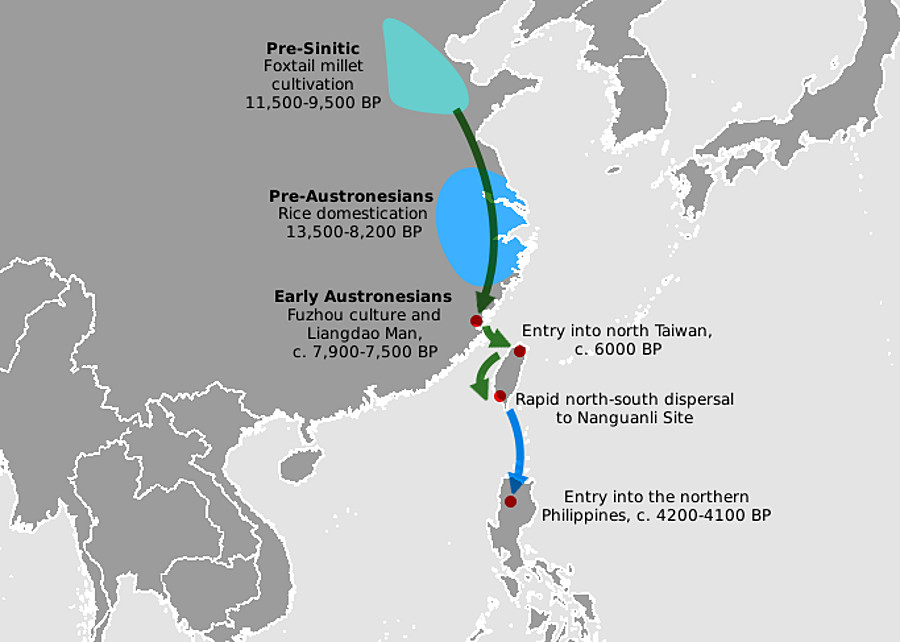
Rota de migração sugerida sobre a origem dos austronésios e sua chegada à ilha de Taiwan.

A origem dos primeiros austronésios está em povos agricultores do Sul da China que migraram para a Ilha de Formosa, originando os aborígenes taiwaneses, em data ainda incerta, mas o período mais provável está entre 5.000 e 4.000 a.C.

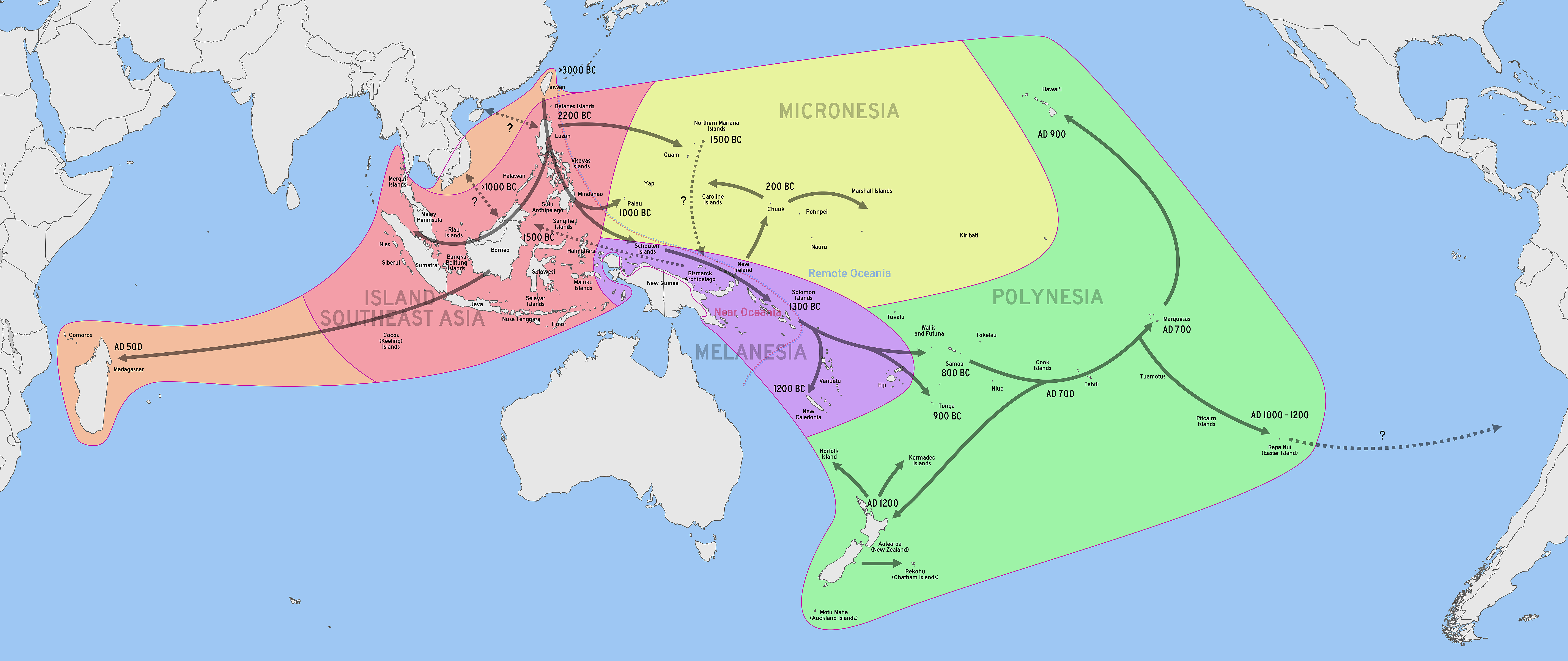
Mapa da dispersão cronológica dos povos austronésios.

Por volta de 2.200 a.C., os austronésios alcançam e ocupam as Filipinas e, nos séculos seguintes, colonizam a Península Malaia e as Ilhas de Sonda. Esses povos usaram velas algum tempo antes de 2000 a.C. e esse item, em conjunto com o uso de outras tecnologias marítimas (notadamente catamarãs e barcos estabilizadores), permitiu sua dispersão pelas ilhas do Pacífico e Índico. Por volta de 1.300 a.C., alcançam o Arquipélago de Bismarck e as Ilhas Salomão, havendo entre os navegantes austronésios e os nativos melanésios um intercâmbio cultural e genético para assim formar a cultura e o povo polinésio. Foram colonizando as ilhas da Polinésia e Micronésia nos milênios seguintes, sendo a última das ilhas colonizadas a Nova Zelândia, no século XIII. Nos primeiros séculos da Era Cristã, alguns austronésios de Bornéu atravessam o Oceano Índico e iniciam a colonização de Madagascar, cuja formação populacional só viria a se formar com a chegada de povos bantos alguns séculos mais tarde.
Uma análise genômica de 2020 encontrou DNA ameríndio nos povos das Ilhas Marquesas e da Ilha de Páscoa, o que confirma a hipótese de os polinésios terem chegado à América do Sul, o que teria ocorrido aproximadamente entre os anos 1150 e 1200.

## Lista de povos austronésios
Entre os povos autronésios incluem-se:
- Aborígenes de Formosa : Taiwan (por exemplo Amis e Bununs).
- malaio-polinésios :
  - Grupos de Bornéu: (por exemplo: Ibans, Daiaques e Lun Bawang).
  - Grupo Chamico: Camboja, Hainan, Aceh no norte de Sumatra (por exemplo: Achéns e Chans).
  - Lumades: Mindanau (por exemplo: Tasadais).
  - Malgaxes: Madagascar
  - Melanésios: Melanésia (por exemplo: Fijianos, Canacos e Ni-Vanuatu).
  - Micronésios: Micronésia
  - Mokens: Myanmar, Tailândia .
  - Moros: Arquipélago de Mindanao e Sulu, (por exemplo: Bajaus).
  - Polinésios : Polinésia (por exemplo, Māori, nativos havaianos e samoanos).
  - Sunda: (Por exemplo: Malaios, Sundaneses, Javaneses, Balineses e Bataques).
  - Visaianos : Visayas e ilhas vizinhas (por exemplo: Cebuanos).